# Bernard Nathanson
Bernard Nathanson (Nueva York, 31 de julio de 1926 - 21 de febrero de 2011) fue un médico estadounidense que ayudó a fundar la Asociación Nacional para la Derogación de las Leyes de Aborto (NARAL Pro-Choice America), pero que más tarde se convirtió en activista provida.

## Juventud
Nathanson nació en Nueva York. Su padre fue ginecólogo/obstetra, carrera que Nathanson realizó en su vida profesional. Nathanson se graduó en 1949 de la Facultad de Medicina de la Universidad McGill (McGill University Facility of Medicine) en Montreal.

## Carrera
Tuvo licencia para practicar la medicina en el estado de Nueva York desde 1952. Se especializó en ginecología en 1960. Fue durante un tiempo director del Centro de Salud Sexual y Reproductiva (Center for Reproductive and Sexual Health), por entonces el mayor centro para prácticas de aborto en el mundo. Nathanson escribió que realizó más de 75.000 abortos. También escribió que le realizó un aborto a una mujer a la que había embarazado.

## Activismo

### Proelección
En 1989 se convierte en uno de los miembros fundadores de la Asociación Nacional para la Revocación de las Leyes de Aborto (National Association for the Repeal of Abortion Laws), más tarde renombrada a Liga de Acción Nacional por los Derechos de Aborto (National Abortion Rights Action League), actualmente conocida como NARAL Pro-Choice America. Trabajó con Betty Friedan y otros por la legalización del aborto en los Estados Unidos. Sus esfuerzos tuvieron éxito en el caso Roe versus Wade, en el cual se reconoció el derecho al aborto inducido.

### Provida
Con el desarrollo de la ecografía en la década de 1970, tuvo la oportunidad de observar un aborto en tiempo real. Esto lo llevó a reconsiderar sus puntos de vista sobre el aborto. Es a menudo citado diciendo que el aborto es «el holocausto más atroz en la historia de Estados Unidos». Escribió el libro "Abortando en Estados Unidos" (Aborting America) donde se expone por primera vez lo que llamó "los inicios deshonestos del movimiento abortista". En 1984, dirigió y narró la película documental titulada El grito silencioso (The Silent Scream), en cooperación con el Comité Nacional por el Derecho a la Vida (National Right to Life Committee), respecto al aborto. Su segundo documental, "Eclipse de la Razón" (Eclipse of Reason) trata sobre los abortos tardíos. Indicó que los números citados por él para NARAL sobre el número de muertes relacionadas con abortos ilegales eran «cifras falsas».
En referencia a su anterior trabajo como médico abortista y activista de los derechos de aborto, escribió en su autobiografía de 1996, "La Mano de Dios" (Hand of God): «Yo soy uno de los que ayudaron a marcar el comienzo de esta era de barbarie». Nathanson desarrolló lo que él llama la «teoría del vector de la vida», que establece que a partir del momento de la concepción, existe «una fuerza autodirigida de vida que, si no se interrumpe, dará lugar al nacimiento de un bebé humano».

## Religión
Nathanson creció como judío y durante más de diez años antes de convertirse en provida se describía a sí mismo como un "ateo judío". En 1996, Nathanson se convirtió al catolicismo a través de los esfuerzos de un sacerdote del Opus Dei, el sacerdote C. John McCloskey. En diciembre de 1996 Nathanson fue bautizado por el cardenal John Joseph O'Connor en una misa privada con un grupo de amigos en la Catedral de San Patricio de Nueva York. También recibió la confirmación y la primera comunión del cardenal. Afirmó que «ninguna religión iguala el papel especial del perdón que otorga la Iglesia católica» cuando se le preguntó por qué se convirtió al catolicismo.

## Vida personal
Nathanson se casó cuatro veces; sus tres primeros matrimonios terminaron en divorcio. Murió de cáncer en Nueva York el 21 de febrero de 2011 a la edad de 84 años. Le sobreviven su cuarta esposa, Christine, y un hijo, Joseph, de una unión anterior, que reside en Nueva Jersey.

## Trabajos
- 1979 Aborting America (Abortando en Estados Unidos)
- 1984 The Silent Scream (El grito silencioso), (Documental)
- 1987 Eclipse of Reason (El eclipse de la razón), (Documental)
- 1996 The Hand of God (La mano de Dios)[8]